# Dejan Marcikić
Dejan Marcikić (Novi Sad, 29. siječnja 1980.), hrvatski je glazbenik i televizijski glumac.

## Životopis
Dejan Marcikić rođen je u Novom Sadu, a odrastao je u Splitu, Zagrebu i Zadru. Baš kao i njegov lik Igor Carević u sapunici Zabranjena ljubav aktivno se bavio nogometom. Igrao je za HNK Hajduk Split i NK Špansko. Godine 1997. odustaje od profesionalnog nogometa te se potpuno posvećuje glazbi. Od tada se aktivno bavi glazbom te je gitarist i vokalist zadarskog grunge rock sastava Jelly Belly (danas postava Sexymotherfuckers), dok se po završetku snimanja Zabranjene ljubavi pridružuje pratećem sastavu svoje kolegice Antonije Šole na mjesto bubnjara, a uz to je i bio bubnjar sastava Juanitos, koji je djelovao otprilike dvije godine. Također je svirao u sastavu Pacific Bullets od proljeća 2011. godine. Trenutno svira i pjeva u zadarskom sastavu Epilogu.
Od 2002. godine radi u televizijskoj produkciji kao glumac, asistent režije i organizator snimanja.
Dejan je apsolvent Prometnog fakulteta (smjer Aeropromet) u Zagrebu.

## Filmografija

### Televizijske uloge
- Mamutica kao Vjeko Balić (2010.)
- Zakon ljubavi kao Ivan Perica (2008.)
- Hitna 94 kao Goran Andrijašević (2008.)
- Ponos Ratkajevih kao gestapovski žandar (2008.)
- Zabranjena ljubav kao Igor Carević (2004. – 2008.)
- Villa Maria kao Jure (2004.)

### Voditeljski angažman
- KS automagazin (2008.)

### Produkcijski angažman
- Hitna 94 kao asistent režije (2008.)
- Nivea for men-Nogometni izazov kao voditelj snimanja i režija (2008. – 2009.)

## Vanjske poveznice
- Dejan Marcikić u internetskoj bazi filmova IMDb-u (engl.)